# پولی گالا پوایا
پولی گالا پوایا (به انگلیسی: Polygala poaya) گیاه محلی آمریکای جنوبی است.
ریشه این گیاه تهوع‌آور و خلط‌آور است. این گیاه در کشورهای برزیل، آرژانتین و پاراگوئه یافت می‌شود. این گیاه از تریخ دانه تکثیر می‌شود.